# 便當
盒装餐食，又稱盒餐、盒飯、便當、飯盒，是指使用盒子盛裝飯菜或麵條等各種食物以便於攜帶的食品，主要流行於亞洲以稻米作為主食的地區。

## 概說

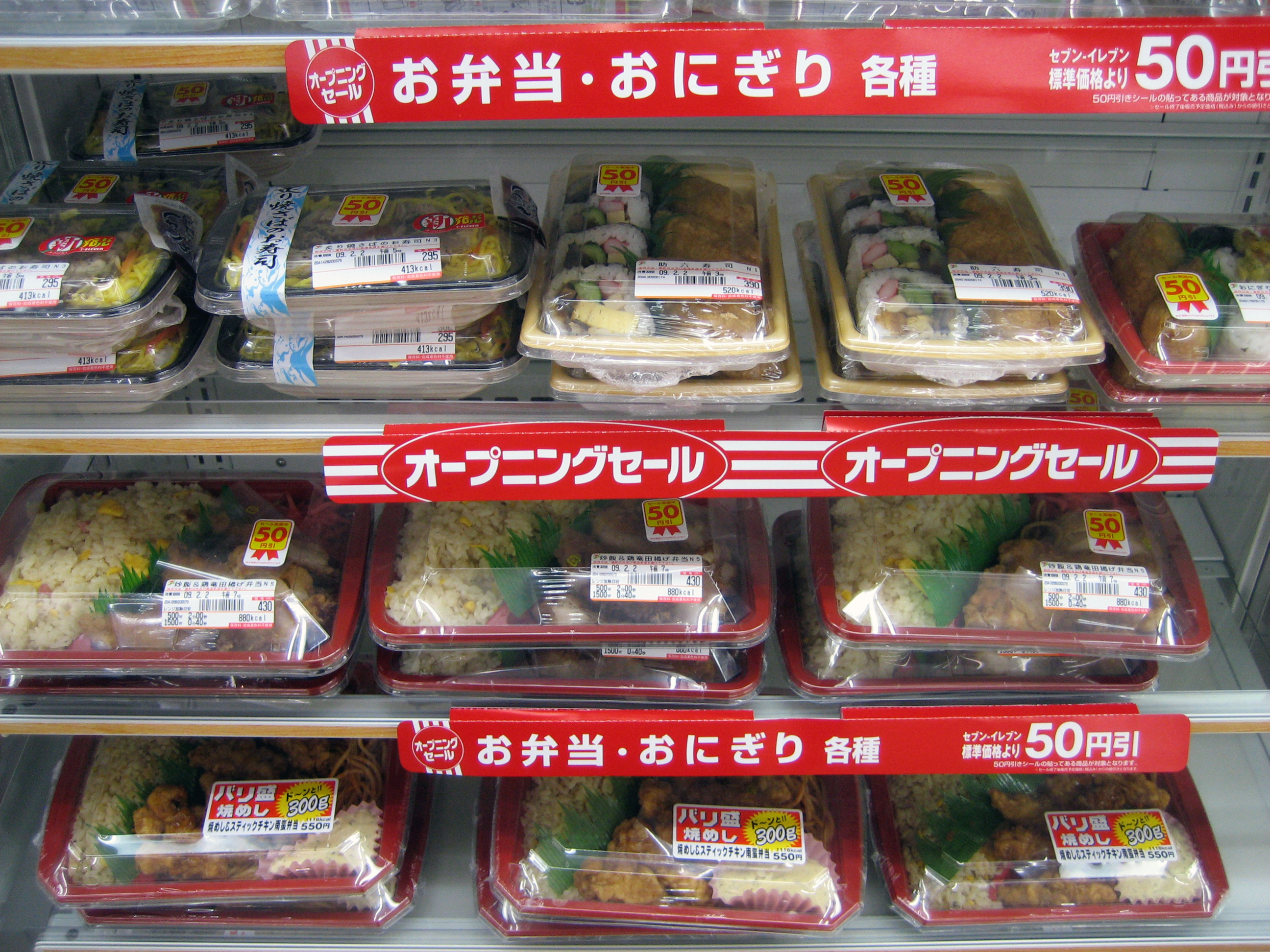
日本7-Eleven便利店的微波爐便當

“便当”一词最早源于南宋时期的俗语，意思是「便利的东西、方便、顺利」。传入日本後，曾以、等借字表记。「便當」一詞後來传入台灣是源于日语的。
便當通常用于午餐與晚餐，非家裡開伙。又不在餐馆用膳，即是外送、野餐等，為了節省時間以及省卻煮飯、洗餐具等工作。可到店裡買現成的便當，或打電話找外賣店，或者到自助餐店裡，選取自己喜歡的配菜。便當也是便利商店販售的即食商品之一。
在台灣，各級學校的營養午餐普及之前，不少學生把家裡製作好的便當帶到學校去。通常是在早上放進蒸飯機，中午再去取回蒸好的便當食用。
在日本，無論是家庭自製或外賣的便當大多以冷便當為主，少數外賣的便當附有加熱器利用化學放熱以加熱便當。

## 製作方式
製作便當時，必須注意很重要的一點：避免食物中毒。特別是夏季尤其需要注意。有幾個重要的預防措施。首先，食物必須充分加熱。並且，把熱的飯菜裝進便當盒裡之前必須先冷卻。另外，最好把便當放在涼爽而溼氣不重的地方。

## 便當盒物料
- 紙（紙盒）
- 聚苯乙烯（PS）
- 聚丙烯（PP）
- 聚乳酸（PLA）
- 軟木
- 合金
- 不锈鋼

## 各式便当

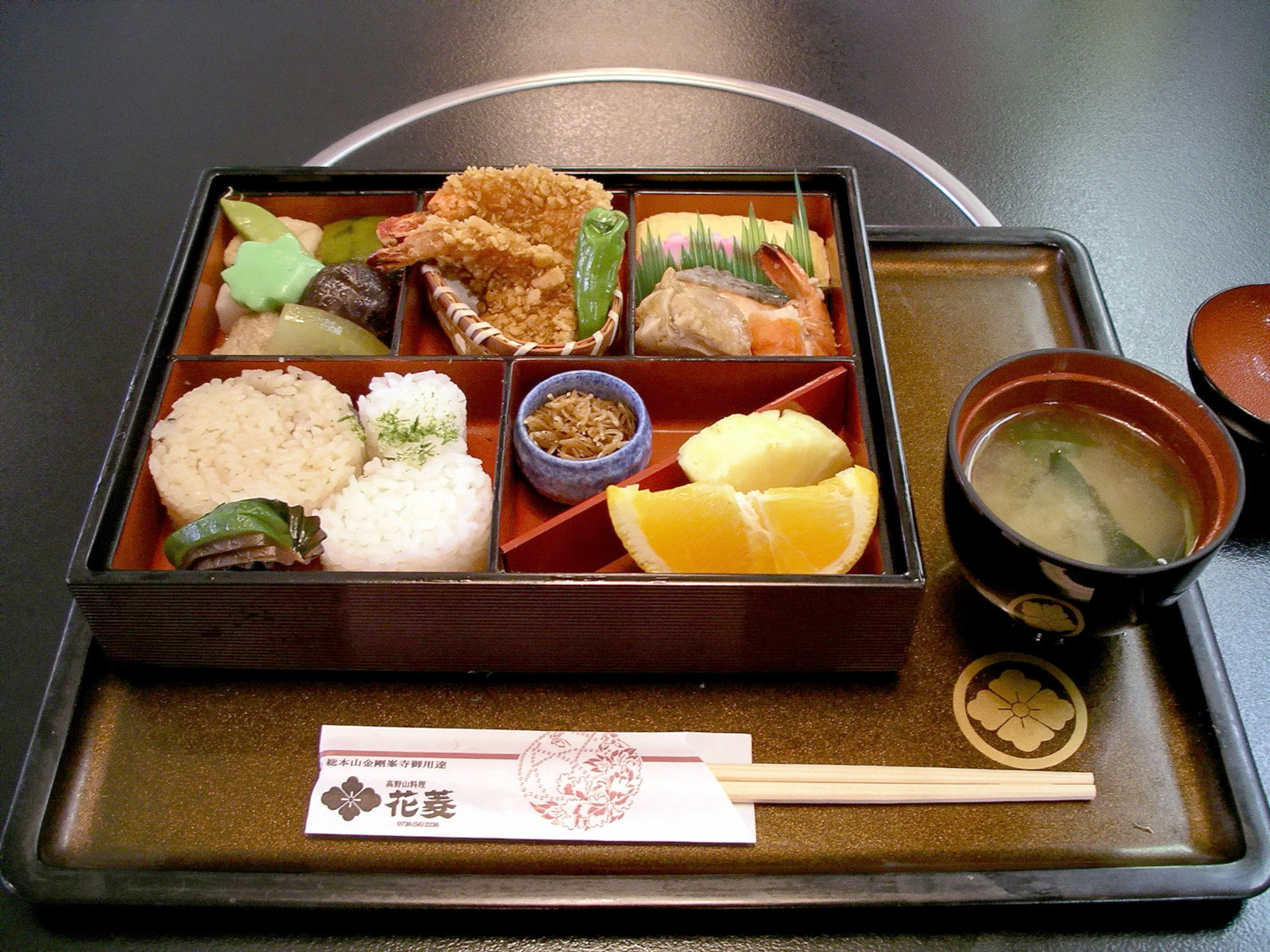
炸蝦便當
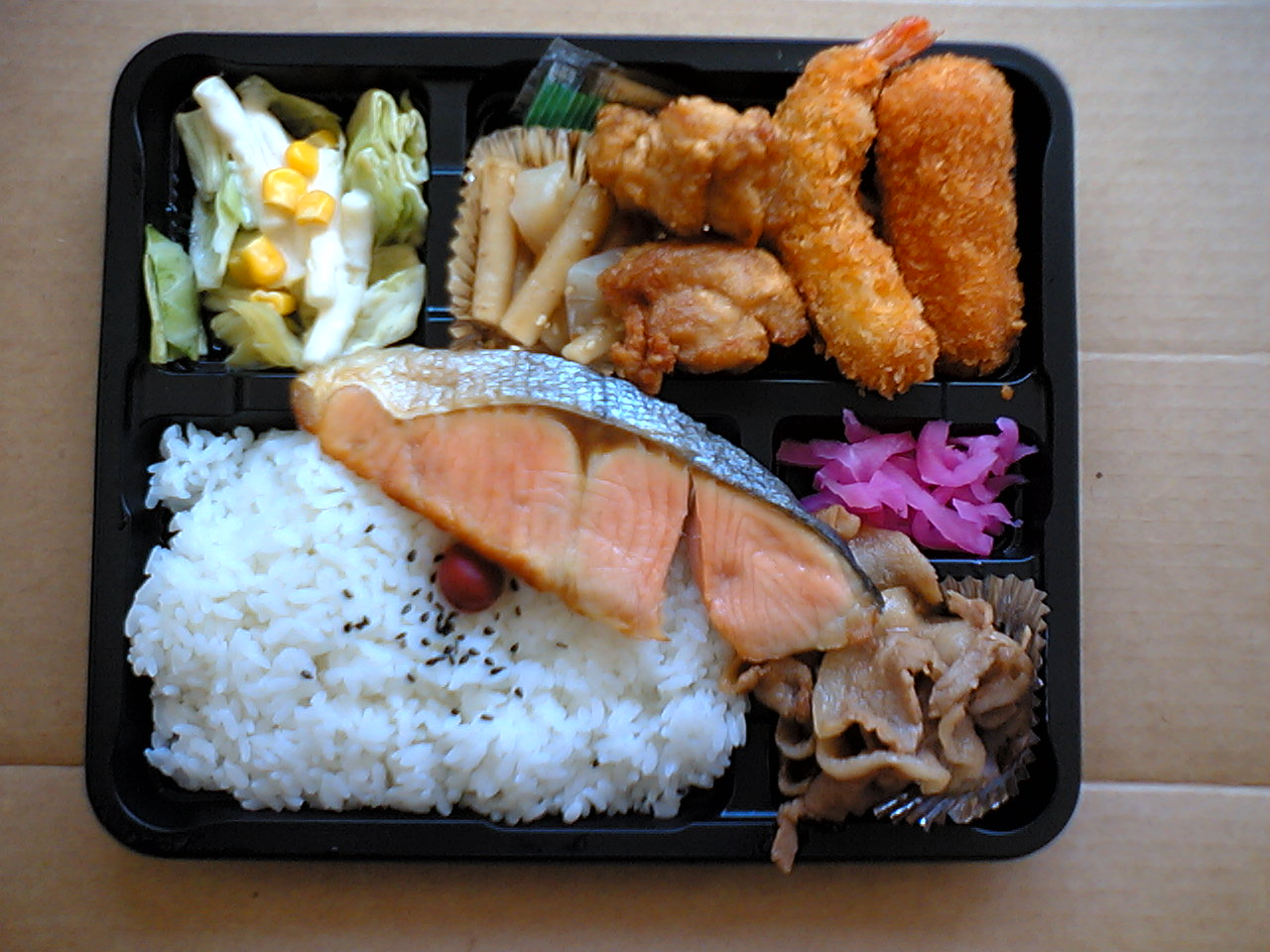
日式鮭魚便當
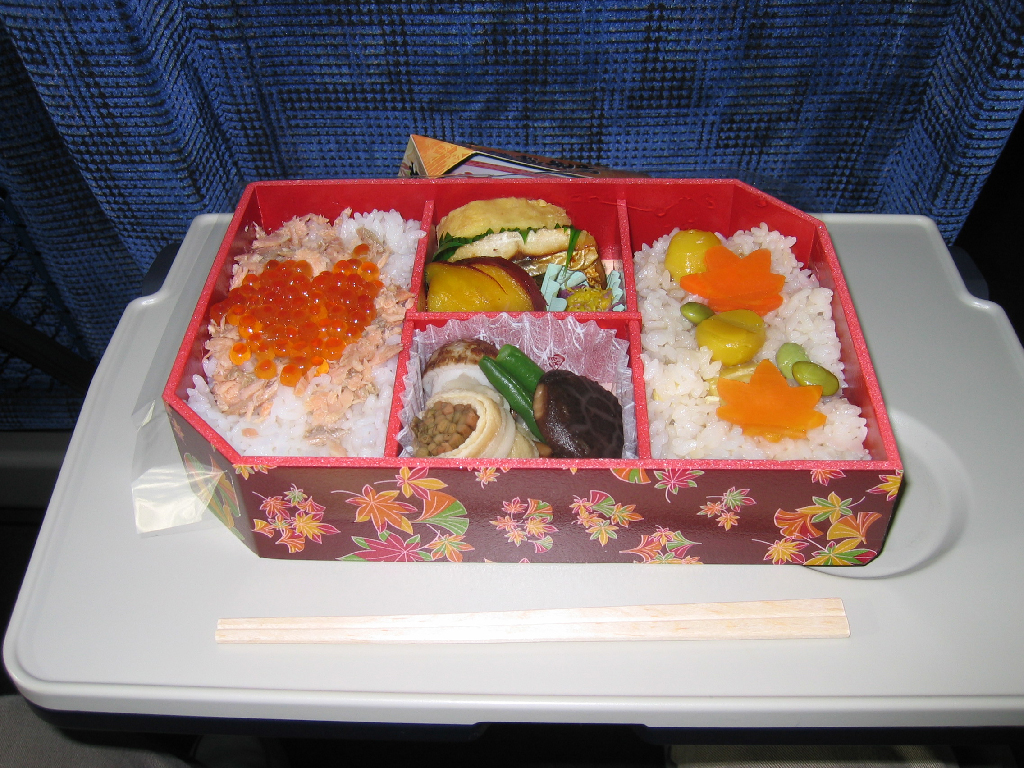
日本鐵路便當
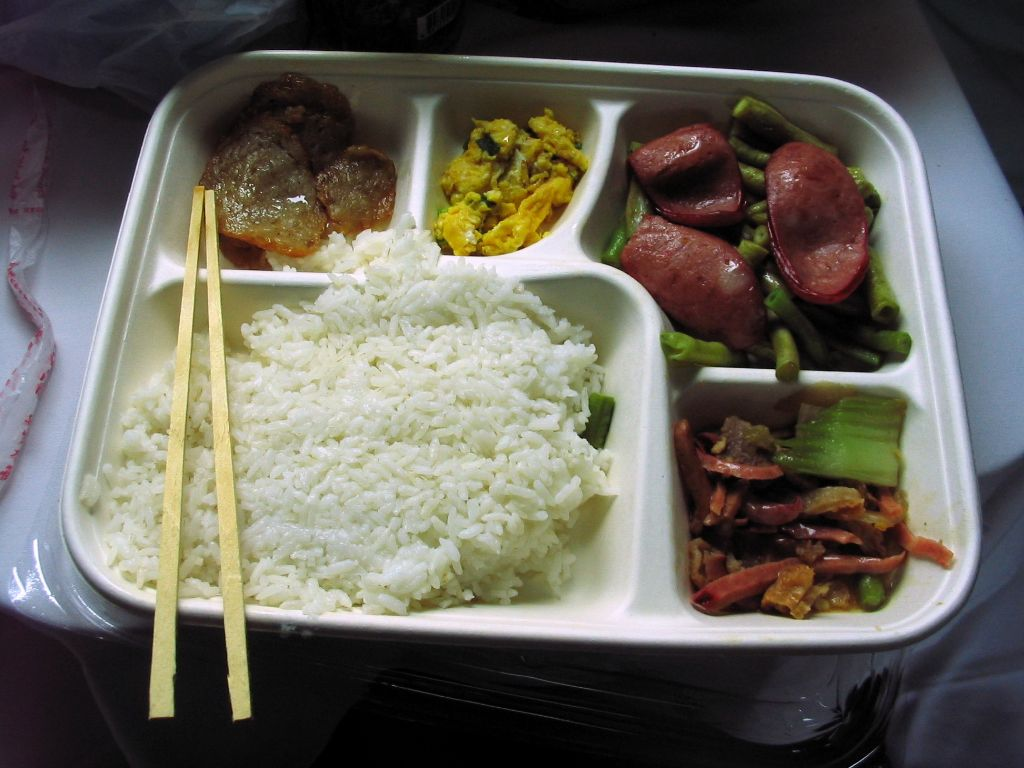
中國火車盒飯
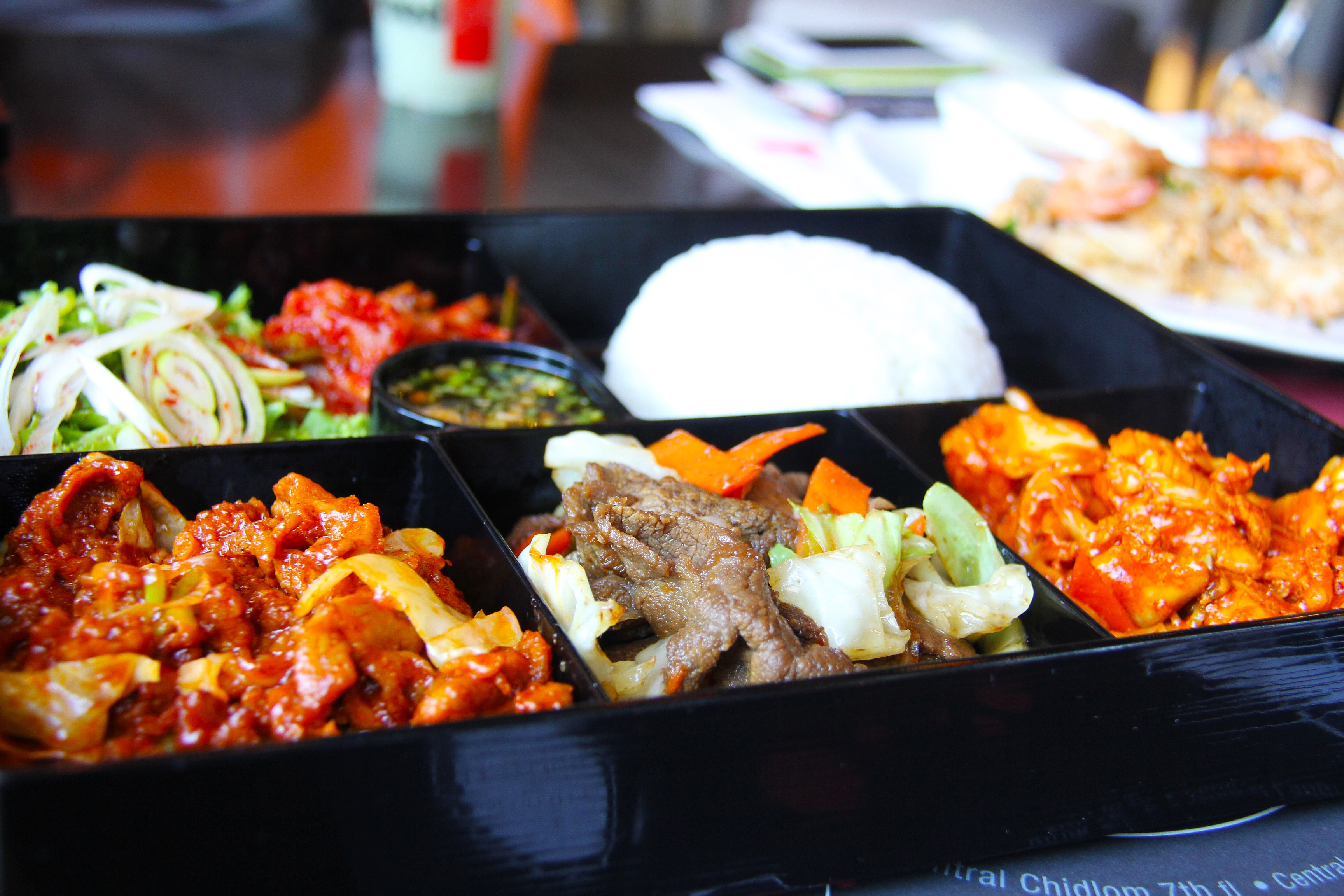
韓式便當
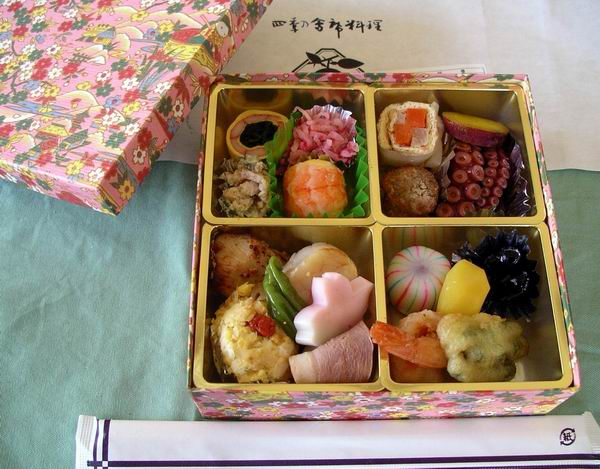
花見便當
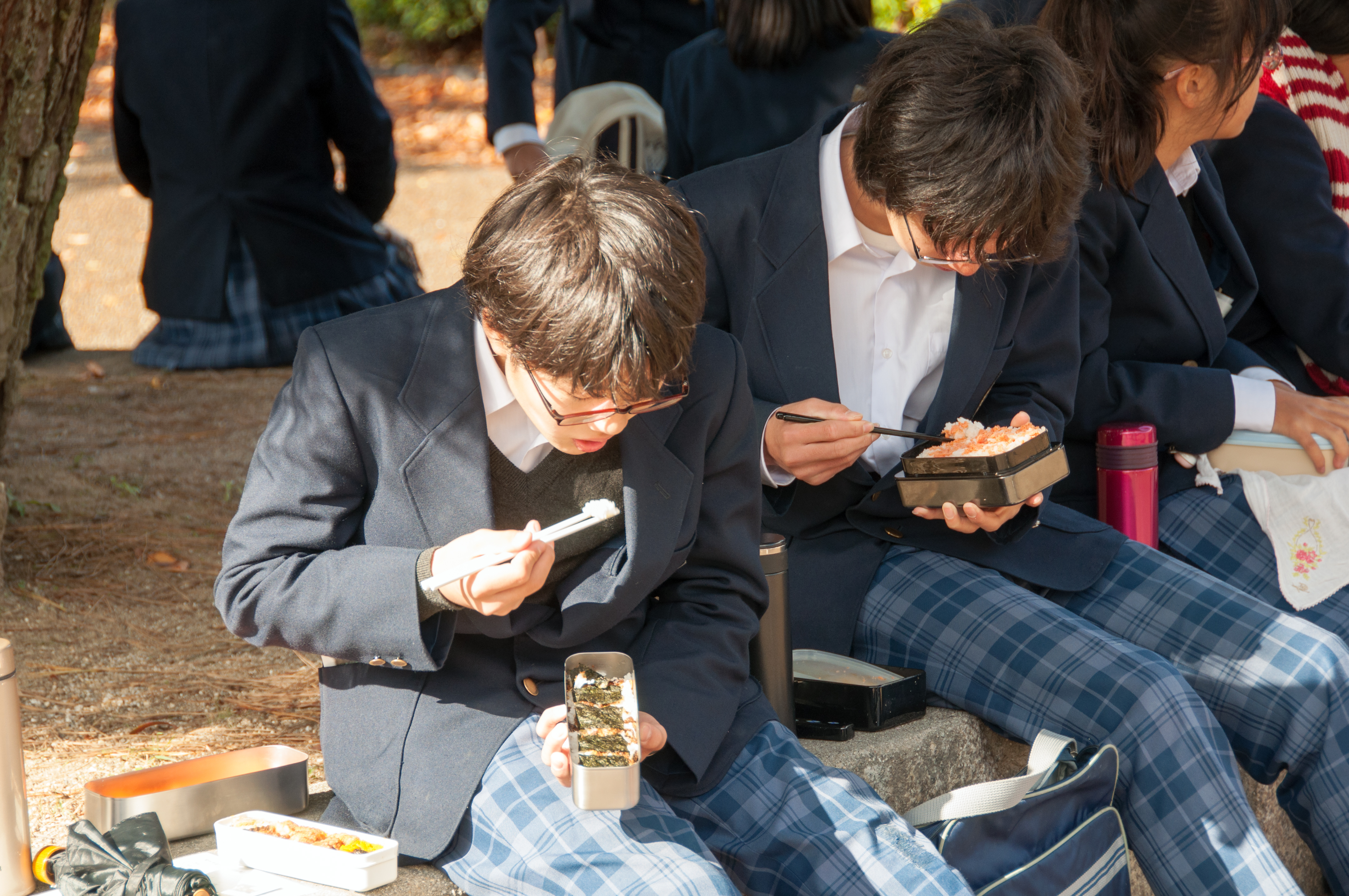
家庭便當（學校旅行）
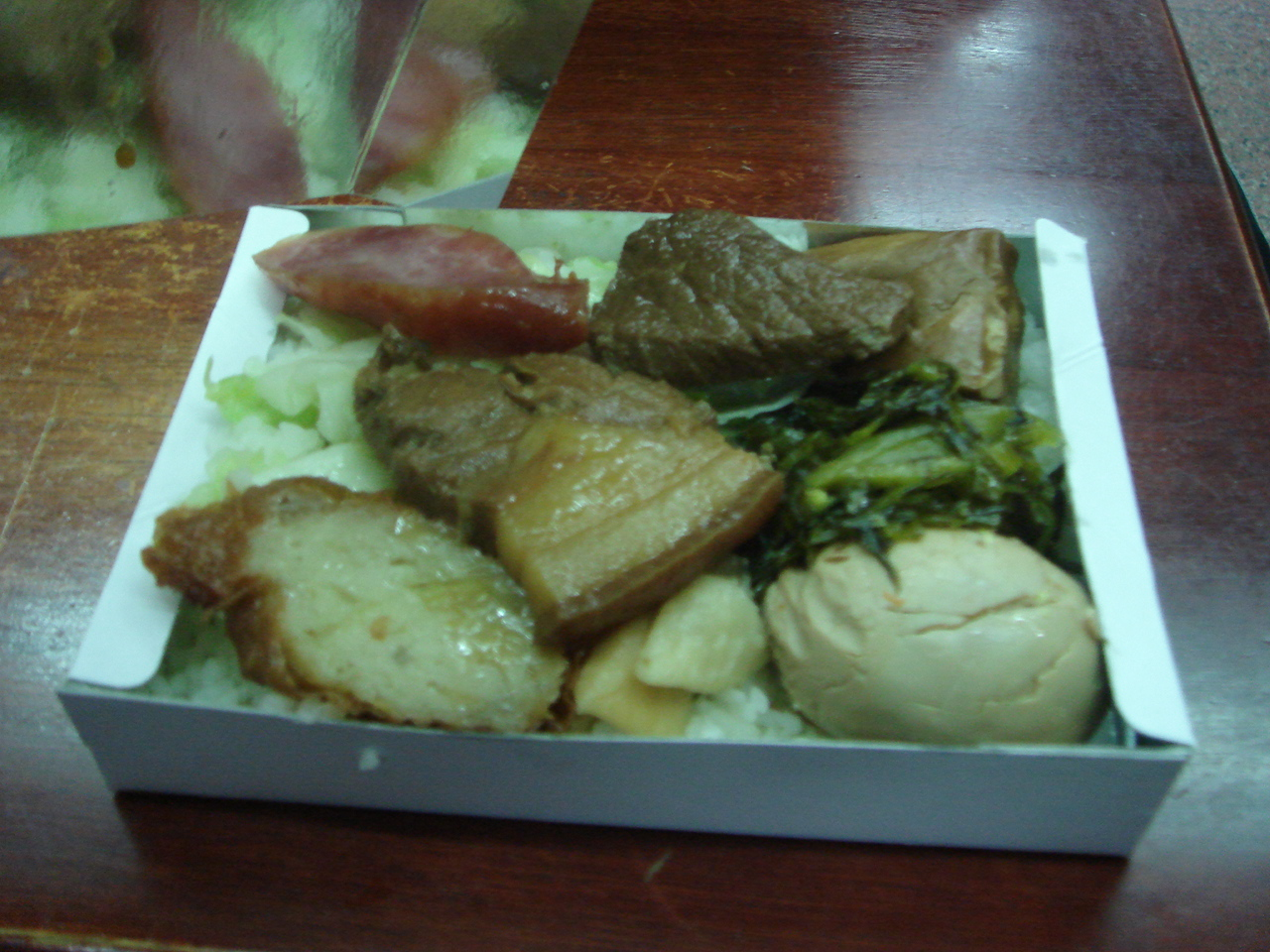
台灣福隆便當，攝影於2007年
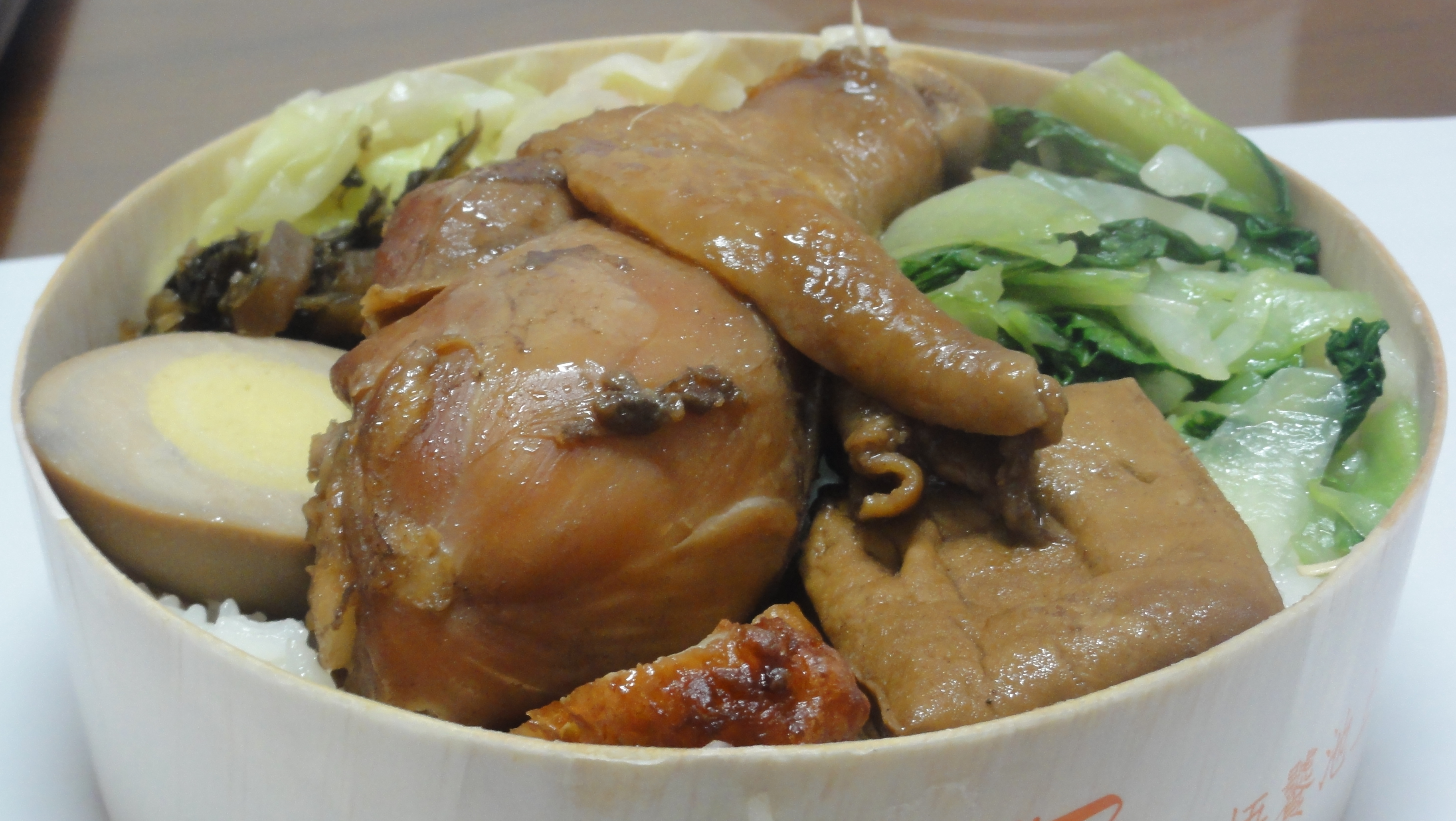
台灣池上便當